# Étiolles
Étiolles  [et̪iɔl] je francouzská obec v departementu Essonne, v regionu Île-de-France, 26 kilometrů jihovýchodně od Paříže.

## Geografie
Sousední obce: Soisy-sur-Seine, Quincy-sous-Sénart, Évry, Tigery, Corbeil-Essonnes a Saint-Germain-lès-Corbeil.

## Vývoj počtu obyvatel
Počet obyvatel